# 海上保安庁の保安部、保安署等一覧
海上保安庁の保安部、保安署等一覧（かいじょうほあんちょうのほあんぶ ほあんしょいちらん、List of JCG Security Headquarter Department）は日本各地に置かれている海上保安庁の保安部、保安署等の一覧である。

## 管区海上保安本部・海上保安部・海上保安署

管区海上保安本部

### 第一管区海上保安本部（北海道小樽市）
- 小樽海上保安部（北海道小樽市）
- 函館海上保安部（北海道函館市）
  - 江差海上保安署（北海道檜山郡江差町）
  - 瀬棚海上保安署（北海道久遠郡せたな町）
- 室蘭海上保安部（北海道室蘭市）
  - 苫小牧海上保安署（北海道苫小牧市）
  - 浦河海上保安署（北海道浦河郡浦河町）
- 釧路海上保安部（北海道釧路市）
  - 広尾海上保安署（北海道広尾郡広尾町）
- 留萌海上保安部（北海道留萌市）
- 稚内海上保安部（北海道稚内市）
- 紋別海上保安部（北海道紋別市）
  - 網走海上保安署（北海道網走市）
- 根室海上保安部（北海道根室市）
  - 花咲分室（北海道根室市）
  - 羅臼海上保安署（北海道目梨郡羅臼町）

### 第二管区海上保安本部（宮城県塩竈市）
- 青森海上保安部（青森県青森市）
- 八戸海上保安部（青森県八戸市）
- 釜石海上保安部（岩手県釜石市）
  - 宮古海上保安署（岩手県宮古市）
- 秋田海上保安部（秋田県秋田市）
- 酒田海上保安部（山形県酒田市）
- 福島海上保安部（福島県いわき市）
- 宮城海上保安部（宮城県塩竈市）
  - 石巻海上保安署（宮城県石巻市）
  - 気仙沼海上保安署（宮城県気仙沼市）

### 第三管区海上保安本部（神奈川県横浜市中区）
- 茨城海上保安部（茨城県ひたちなか市）
  -     - 日立分室（茨城県日立市）

  - 鹿島海上保安署（茨城県神栖市）
- 千葉海上保安部（千葉県千葉市中央区）
  -     - 館山分室（千葉県館山市）
    - 船橋分室（千葉県船橋市）

  - 木更津海上保安署（千葉県木更津市）
- 銚子海上保安部（千葉県銚子市）
  - 勝浦海上保安署（千葉県勝浦市）
- 東京海上保安部（東京都江東区）
- 横浜海上保安部（神奈川県横浜市中区）
  - 小笠原海上保安署（東京都小笠原村）
  - 川崎海上保安署（神奈川県川崎市川崎区）
- 横須賀海上保安部（神奈川県横須賀市）
  - 湘南海上保安署（神奈川県藤沢市）
- 清水海上保安部（静岡県静岡市清水区）
  -     - 田子の浦分室（静岡県富士市）

  - 御前崎海上保安署（静岡県御前崎市）
- 下田海上保安部（静岡県下田市）
  -     - 伊東事務室（静岡県伊東市）

### 第四管区海上保安本部（愛知県名古屋市港区）
- 名古屋海上保安部（愛知県名古屋市港区）
  - 衣浦海上保安署（愛知県半田市）
  - 三河海上保安署（愛知県豊橋市）
- 四日市海上保安部（三重県四日市市）
- 尾鷲海上保安部（三重県尾鷲市）
- 鳥羽海上保安部（三重県鳥羽市）
  -     - 浜島分室（三重県志摩市）

### 第五管区海上保安本部（兵庫県神戸市中央区）
- 大阪海上保安監部（大阪府大阪市港区）
  - 堺海上保安署（大阪府堺市西区）
  - 岸和田海上保安署（大阪府岸和田市）
- 神戸海上保安部（兵庫県神戸市中央区）
  - 西宮海上保安署（兵庫県西宮市）
- 姫路海上保安部（兵庫県姫路市）
  - 加古川海上保安署（兵庫県加古川市）
- 田辺海上保安部（和歌山県田辺市）
  - 串本海上保安署（和歌山県東牟婁郡串本町）
- 和歌山海上保安部（和歌山県和歌山市）
  - 海南海上保安署（和歌山県海南市）
- 徳島海上保安部（徳島県小松島市）
  - 美波分室（徳島県海部郡美波町）
- 高知海上保安部（高知県高知市）
  - 宿毛海上保安署（高知県宿毛市）
  - 土佐清水海上保安署（高知県土佐清水市）

### 第六管区海上保安本部（広島県広島市南区）
- 水島海上保安部（岡山県倉敷市）
- 玉野海上保安部（岡山県玉野市）
- 広島海上保安部（広島県広島市南区）
  - 岩国海上保安署（山口県岩国市）
  - 柳井海上保安署（山口県柳井市）
- 呉海上保安部（広島県呉市）
  -     - 木江分室（広島県豊田郡大崎上島町）
- 尾道海上保安部（広島県尾道市）
  - 福山海上保安署（広島県福山市）
- 徳山海上保安部（山口県周南市）
  -     - 下松分室（山口県下松市）
    - 三田尻中関分室（山口県防府市）
- 高松海上保安部（香川県高松市）
  - 坂出海上保安署（香川県坂出市）
  - 小豆島海上保安署（香川県小豆郡小豆島町）
- 松山海上保安部（愛媛県松山市）
- 今治海上保安部（愛媛県今治市）
  - 新居浜海上保安署（愛媛県新居浜市）
    - 三島川之江分室（愛媛県四国中央市）
- 宇和島海上保安部（愛媛県宇和島市）

### 第七管区海上保安本部（福岡県北九州市門司区）
- 仙崎海上保安部（山口県長門市）
  - 萩海上保安署（山口県萩市）
- 門司海上保安部（福岡県北九州市門司区）
  -     - 小倉分室（福岡県北九州市小倉北区）

  - 下関海上保安署（山口県下関市）
  - 宇部海上保安署（山口県宇部市）
  - 苅田海上保安署（福岡県京都郡苅田町）
- 若松海上保安部（福岡県北九州市若松区）
- 福岡海上保安部（福岡県福岡市博多区）
- 三池海上保安部（福岡県大牟田市）
- 唐津海上保安部（佐賀県唐津市）
  - 伊万里海上保安署（佐賀県伊万里市）
  - 壱岐海上保安署（長崎県壱岐市）
- 長崎海上保安部（長崎県長崎市）
  - 五島海上保安署（長崎県五島市）
- 佐世保海上保安部（長崎県佐世保市）
  - 平戸海上保安署（長崎県平戸市）
- 対馬海上保安部（長崎県対馬市）
  - 比田勝海上保安署（長崎県対馬市）
- 大分海上保安部（大分県大分市）
  -     - 津久見分室（大分県津久見市）

  - 佐伯海上保安署（大分県佐伯市）

### 第八管区海上保安本部（京都府舞鶴市）
- 敦賀海上保安部（福井県敦賀市）
  - 小浜海上保安署（福井県小浜市）
  - 福井海上保安署（福井県坂井市）
- 舞鶴海上保安部（京都府舞鶴市）
  - 宮津海上保安署（京都府宮津市）
  - 香住海上保安署（兵庫県美方郡香美町）
- 境海上保安部（鳥取県境港市）
  - 鳥取海上保安署（鳥取県鳥取市）
  - 隠岐海上保安署（島根県隠岐郡隠岐の島町）
- 浜田海上保安部（島根県浜田市）

### 第九管区海上保安本部（新潟県新潟市中央区）
- 新潟海上保安部（新潟県新潟市中央区）
  - 上越海上保安署（新潟県上越市）
  - 佐渡海上保安署（新潟県佐渡市）
- 伏木海上保安部（富山県高岡市）
  - 富山分室（富山県富山市）
- 金沢海上保安部（石川県金沢市）
- 七尾海上保安部（石川県七尾市）
  - 能登海上保安署（石川県鳳珠郡能登町）

### 第十管区海上保安本部（鹿児島県鹿児島市）
- 熊本海上保安部（熊本県宇城市）
  - 天草海上保安署（熊本県天草市）
  - 八代海上保安署（熊本県八代市）
- 宮崎海上保安部（宮崎県日南市）
  - 日向海上保安署（宮崎県日向市）
- 鹿児島海上保安部（鹿児島県鹿児島市）
  - 指宿海上保安署（鹿児島県指宿市）
  - 喜入海上保安署（鹿児島県鹿児島市）
  - 志布志海上保安署（鹿児島県志布志市）
  - 種子島海上保安署（鹿児島県西之表市）
- 串木野海上保安部（鹿児島県いちき串木野市）
- 奄美海上保安部（鹿児島県奄美市）
  - 古仁屋海上保安署（鹿児島県大島郡瀬戸内町）

### 第十一管区海上保安本部（沖縄県那覇市）
- 那覇海上保安部（沖縄県那覇市）
  - 名護海上保安署（沖縄県名護市）
- 中城海上保安部（沖縄県沖縄市）
- 石垣海上保安部（沖縄県石垣市）
- 宮古島海上保安部（沖縄県宮古島市）

## 海上保安航空基地・航空基地

### 第一管区海上保安本部
- 千歳航空基地（北海道千歳市）
- 函館航空基地（北海道函館市）
- 釧路航空基地（北海道釧路市）

### 第二管区海上保安本部
- 仙台航空基地（宮城県岩沼市）

### 第三管区海上保安本部
- 羽田航空基地（東京都大田区）

### 第四管区海上保安本部
- 中部空港海上保安航空基地（愛知県常滑市）

### 第五管区海上保安本部
- 関西空港海上保安航空基地（大阪府泉佐野市）

### 第六管区海上保安本部
- 広島航空基地（広島県三原市）

### 第七管区海上保安本部
- 北九州航空基地（福岡県京都郡苅田町）

### 第八管区海上保安本部
- 美保航空基地（鳥取県境港市）

### 第九管区海上保安本部
- 新潟航空基地（新潟県新潟市中央区）

### 第十管区海上保安本部
- 鹿児島航空基地（鹿児島県霧島市）

### 第十一管区海上保安本部
- 那覇航空基地（沖縄県那覇市）
- 石垣航空基地（沖縄県石垣市）

## その他の機関
- 海上交通センター
  - 東京湾海上交通センター（神奈川県横浜市中区）
  - 名古屋港海上交通センター（愛知県名古屋市港区）
  - 伊勢湾海上交通センター（愛知県田原市）
  - 大阪湾海上交通センター（兵庫県淡路市）
  - 備讃瀬戸海上交通センター（香川県綾歌郡宇多津町）
  - 来島海峡海上交通センター（愛媛県今治市）
  - 関門海峡海上交通センター（福岡県北九州市門司区）
- 下里水路観測所（和歌山県東牟婁郡那智勝浦町）
- 横浜機動防除基地（神奈川県横浜市中区）
- 羽田特殊救難基地（東京都大田区）
- 特殊警備基地
- 国際組織犯罪対策基地

## 廃止された事務所
- 十勝太ロラン航路標識事務所（北海道十勝郡浦幌町）
- 情報通信管理センター
  - 第一管区情報通信管理センター（北海道小樽市）
  - 第二管区情報通信管理センター（宮城県塩竈市）
  - 第三管区情報通信管理センター（神奈川県横浜市中区）
  - 第四管区情報通信管理センター（愛知県名古屋市港区）
  - 第五管区情報通信管理センター（兵庫県神戸市中央区）
  - 第六管区情報通信管理センター（広島県広島市南区）
  - 第七管区情報通信管理センター（福岡県北九州市門司区）
  - 第八管区情報通信管理センター（京都府舞鶴市）
  - 第九管区情報通信管理センター（新潟県新潟市中央区）
  - 第十管区情報通信管理センター（鹿児島県鹿児島市）
  - 第十一管区情報通信管理センター（沖縄県那覇市）